# RiminiFiera
RiminiFiera (wł. Stazione di RiminiFiera) – przystanek kolejowy w Rimini, w prowincji Rimini, w regionie Emilia-Romania, we Włoszech. Znajduje się na linii Bolonia – Ankona. Znajduje się na terenie Fiera di Rimini, kilka metrów od głównego wejścia.
Według klasyfikacji Rete Ferroviaria Italiana ma kategorią brązową.

## Historia
Przystanek RiminiFiera został uruchomiony w dniu 17 stycznia 2004 i zainaugurowany tego samego dnia specjalnym pociągiem.
Całkowity koszt budowy wyniósł 5,8 mln €, a wszystkie koszty zostały poniesione przez Fiera di Rimini.

## Linie kolejowe
- Linia Bolonia – Ankona